# National Soccer League (Papua Nuova Guinea)
La National Soccer League è la massima competizione calcistica in Papua Nuova Guinea.
Fino al 2006 il campionato nazionale di calcio della Papua Nuova Guinea era una competizione di carattere amatoriale (National Club Championship), in quell'anno fu fondata una seconda competizione la National Soccer League (NSL), un campionato composto da squadre semi-professionistiche. All'inizio le due competizioni si svolsero parallelamente e le due squadre vincitrici si affrontavano in una finale (Papua New Guinea Overall Championship) per decidere l'assegnazione del posto spettante alla Papua Nuova Guinea nella competizioni internazionali organizzate dalla OFC.
Attualmente la NSL è rimasta come unica competizione del massimo livello calcistico nazionale, la squadra vincitrice si qualifica per la OFC Champions League.

## Squadre partecipanti
Aggiornato alla stagione 2019-2020
- Hekari United
- Morobe United
- Morobe Wawens
- Gulf Komara
- Kutubu
- Bougainville
- Star Mountain
- Toti City
- Tusbab Stallions
- Vitiaz United

## Albo d'oro

### National Championship
- 1976:  Mopi FC
- 1977:  Germania FC
- 1978:  Tarangau
- 1979:  Tarangau
- 1980: Non disputato
- 1981:  Mopi FC
- 1982: Buresong
- 1983: Non disputato
- 1984: Buresong
- 1985: Non disputato
- 1986:  Guria
- 1987:  Westpac FC
- 1988:  Guria
- 1989:  Guria
- 1990:  Leipon Mainus
- 1991: Sconosciuto
- 1992:  Guria

- 1993: Sconosciuto
- 1994: Sconosciuto
- 1995:  University Inter
- 1996:  University Inter
- 1997:  University Inter
- 1998:  University Inter
- 1999:  Guria
- 2000:  Unitexh
- 2001:  Sobou
- 2002:  Sobou
- 2003:  Sobou
- 2004:  Sobou
- 2005:  Sobou
- 2006:  Port Moresby
- 2007: Cancellato
- 2008:  Sunammad FC

### National Soccer League
- 2006-07:  Hekari United
- 2007-08:  Hekari United
- 2008-09:  Hekari United
- 2009-10:  Hekari United
- 2010-11:  Hekari United
- 2011-12:  Hekari United
- 2013:  Hekari United
- 2014:  Hekari United[2]
- 2015:  Toti City
- 2015-2016:  Toti City
- 2017: Toti City
- 2018: Toti City
- 2019: Toti City
- 2019-2020: Lae
- 2021: Campionato annullato a causa della pandemia di Covid-19
- 2022: Lae
- 2023: Hekari United
- 2024:  Hekari United

### Titoli per Squadra
| Squadra            | Vittoria | Secondo posto | Anno (in grassetto le vittorie)                                        |
| ------------------ | -------- | ------------- | ---------------------------------------------------------------------- |
| Hekari United      | 10       | 2             | 2007, 2008, 2009, 2010, 2011, 2012, 2013, 2014, 2016, 2019, 2023, 2024 |
| Toti City          | 5        | 0             | 2015, 2016, 2017, 2018, 2019                                           |
| Lae                | 3        | 1             | 2014, 2019-2020, 2022                                                  |
| Madang             | 0        | 2             | 2015, 2017                                                             |
| Gelle Hills United | 0        | 2             | 2007, 2008                                                             |
| Eastern Stars      | 0        | 2             | 2011, 2012                                                             |
| Besta PNG          | 0        | 1             | 2018                                                                   |
| Morobe United      | 0        | 1             | 2010                                                                   |
| Rapatona           | 0        | 1             | 2009                                                                   |
| Port Moresby       | 0        | 1             | 2013                                                                   |
| Vitiaz United      | 0        | 1             | 2019-2020                                                              |